# 寬和
寬和（985年5月19日~987年5月5日）是日本的年號。使用這年號之日本天皇是花山天皇與一條天皇。

## 改元
- 永觀三年四月廿七（985年5月19日）：改元。
- 寬和三年四月初五（987年5月5日）：改元永延。

## 出處
《后汉书•孝和孝殇帝纪》：惟官人不得于上，黎民不安于下，有司不念宽和，而竞为苛刻，覆案不急，以妨民事，甚非所以上当天心，下济元元也。

## 紀年、干支、西曆對照表
| 寬和 | 元年  | 二年  | 三年  |
| 公元 | 985年 | 986年 | 987年 |
| 干支 | 乙酉  | 丙戌  | 丁亥  |